# 早稲田スクール
株式会社早稲田スクール（わせだスクール）は、熊本県において展開している学習塾である。

## 概要
株式会社早稲田スクールは、学研ホールディングス傘下である中間持株会社「学研塾ホールディングス」の完全子会社である。本社を熊本県熊本市中央区帯山に置き、熊本県内において運営している。
小中学部「早稲田スクール」、高校部「東進衛星予備校」、個別指導部「早稲田アイ・スタディ」の3部門に分かれており、一般的に早稲田スクールと言えば、小中学部のことを指すことが多い。

## 沿革
出典: 
- 1971年（昭和46年）5月 「早稲田スクール」として創業、小中学部帯山校開校
- 1982年（昭和57年）4月 有限会社として法人化
- 1993年（平成5年）3月 小中学部長嶺校開校
- 1996年（平成8年）3月 小中学部健軍校開校
- 1998年（平成10年）7月 小中学部田迎校開校
- 2000年（平成12年）3月 小中学部武蔵ヶ丘校開校
- 2000年（平成12年）7月 個別学習システム「SCPL21」（現eトレ）を導入
- 2001年（平成13年）1月 「株式会社早稲田スクール」を設立
- 2002年（平成14年）3月 東バイパス沿いに帯山本社を新築移転
- 2002年（平成14年）3月 高校生対象の衛星放送授業を導入
- 2002年（平成14年）3月 小中学部水道町校開校
- 2003年（平成15年）3月 個別指導部「早稲田アイ･スタディ」長嶺教室開校
- 2003年（平成15年）3月 高校部「ライブ授業」開講
- 2004年（平成16年）3月 高校部「飛翔館」（水前寺）へ移転（平成19年3月「東進衛星予備校」熊本水前寺校として開校）
- 2004年（平成16年）3月 個別指導部「早稲田アイ･スタディ」健軍教室開校
- 2004年（平成16年）3月 小中学部京町校開校
- 2005年（平成17年）3月 小中学部近見校開校
- 2006年（平成18年）3月 個別指導部「早稲田アイ･スタディ」黒髪教室開校
- 2007年（平成19年）3月 小中学部水前寺校開校
- 2007年（平成19年）3月 「東進衛星予備校」を高校部に導入
- 2007年（平成19年）3月 高校部「東進衛星予備校」熊本健軍校開校
- 2008年（平成20年）3月 小中学部清水校/高校部「東進衛星予備校」熊本清水校同時開校
- 2009年（平成21年）1月 株式会社学習研究社（現 学研ホールディングス）と業務・資本提携
- 2009年（平成21年）3月 小中学部宇土校開校
- 2009年（平成21年）7月 高校部「東進衛星予備校」熊本東校開校
- 2009年（平成21年）9月 小学生理科実験教室「サイエンススクール」導入
- 2010年（平成22年）3月 小中学部八代校開校
- 2010年（平成22年）3月 個別指導部「早稲田アイ･スタディ」水前寺教室開校
- 2010年（平成22年）4月 小学生知能開発講座「わせだジュニア」導入
- 2011年（平成23年）3月 小中学部玉名校開校
- 2011年（平成23年）3月 個別指導部「早稲田アイ･スタディ」光の森教室開校
- 2011年（平成23年）3月 高校部「東進衛星予備校」熊本浄行寺校開校
- 2011年（平成23年）10月 個別指導部「早稲田アイ･スタディ」上熊本教室開校
- 2012年（平成24年）3月 小中学部大津校開校
- 2012年（平成24年）3月 個別指導部「早稲田アイ･スタディ」けやき通り教室開校
- 2012年（平成24年）4月 小学生個別指導型英語教室「レプトン」導入
- 2012年（平成24年）6月 高校部「東進衛星予備校」熊本県劇通り校開校
- 2013年（平成25年）3月 個別指導部「早稲田アイ･スタディ」楠教室開校
- 2014年（平成26年）3月 個別指導部「早稲田アイ･スタディ」力合教室開校
- 2015年（平成27年）3月 個別指導部「早稲田アイ･スタディ」菊南教室開校
- 2016年（平成28年）7月 小中学部植木校開校
- 2016年（平成28年）7月 個別指導部「早稲田アイ･スタディ」帯山教室開校
- 2017年（平成29年）6月 個別指導部「G-PAPILS（パピルス）」山鹿教室開校
- 2018年（平成30年）3月 個別指導部「G-PAPILS（パピルス）」本山教室開校
- 2018年（平成30年）11月 高校部「東進衛星予備校」熊本市役所前校開校
- 2020年（令和2年）3月 小中学部合志校開校
- 2020年（令和2年）3月 個別指導部「早稲田アイ･スタディGP」嘉島教室開校

## 事業内容
小・中学部
- 『早稲田スクール』による小中学生の一斉学習指導
- 個別学習システム『eトレ』による学習支援
- 個別指導型英語教室『レプトン』による英語指導
- 英語スピーキングシステム『MyET』による英語指導
- タブレット学習システム『フレンズ』による算数指導
- 文章読解力養成講座『読む蔵（ぞう）』による速読指導
- オンライン英語学習『OLECO』による英語指導
- 『プログラミング道場』によるプログラミング言語指導
- 『英検4技能講座』による英検対策指導
- 各種模試の主催
  - 中3公開模擬テスト『熊本県進学模試』『熊高模試』『ラサール・久留米附設合格判定テスト』
  - 中2公開模擬テスト『熊本県進学模試』『プレ四高模試』
  - 中1公開模擬テスト『熊本県進学模試』
  - 小6・小5公開模擬テスト『熊大附中模試』
  - 小6公開模擬テスト『県立中模試』『国私立中模試』『学力予測テスト』
  - 小3〜中2公開模擬テスト『合格診断テスト』『明日の学力診断テスト』
  - 小3〜小6公開模擬テスト『学力判定テスト』

高校入試過去問題集の編集発行
- 高校部
  - 『東進衛星予備校』による高校生の学習支援・受験指導

- 個別指導部
  - 『早稲田アイ･スタディ』による小中学生・高校生の個別学習支援・受験指導
  - 『G-PAPILS（パピルス）』による小中学生の個別学習支援・受験指導

## 小中学部 (早稲田スクール)
16校舎があり、小学生、中学生を対象とした集団指導が行われている。
熊本県立熊本高等学校、熊本県立済々黌高等学校、熊本大学教育学部附属中学校に対して、熊本県下最多の合格者を誇っている。ゆえに、早稲田スクールは、熊本県内の成績優秀者が集まる環境となっている。そのため、必然的に指導のレベルはハイレベルなものとなっており、学校の定期考査対策よりも受験指導に重きが置かれている。指導は正社員が行い、授業⇒問題練習⇒解答解説⇒まちがい直し⇒理解という学習サイクルが徹底されている。さらに、授業ごとにCT(チェックテスト)が行われ、理解の確認が行われる。CT不合格者は居残り・呼び出しなどにより身につくまで指導が行われる。(合格点はクラスによって違う。)宿題に関しても徹底されており、宿題忘れも基本的に居残り、呼び出しの対象になっている。
また、中学生は、模試の成績によって、上からSV、SS、S、A、B、C、…、(SV、SSは校舎により不開講）と頻繁にクラスが分けられ、強い競争原理を生む要因となっている。
授業の他には、eトレと呼ばれる個別学習システムがあり、学習理解をサポートしている。
小6、中3を対象とした夏期合宿が阿蘇にて3日間行われたり、共通テスト対策特訓や、正月特訓、夏祭り、中3の卒業記念であるTake off partyといったイベントが開催されたりする。

## 高校部 (東進衛星予備校)
7校舎があり、高校生を対象とした指導が行われている。
東進衛星予備校のシステムに、早稲田スクールの教育方針をプラスしたものである。そのため、東進の講師の授業を映像にて受講可能である。他にも、高速基礎マスター講座や東進の各種模試を受けることができる。
生徒1人に対して、正社員1人が担任としてサポートする形が取られている。また、アルバイトであるチューターが、補助として校舎運営のサポートをするほか、質問受けをすることがある。

## 個別指導部 (早稲田アイスタディ)
14教室があり、小学生、中学生、高校生を対象とした個別指導が行われている。(アイスタと略される。)
小中学部である早稲田スクールや高校部である東進衛星予備校と比較すると、受験指導よりも学校の定期考査対策に重きが置かれている。
10校舎では、講師1人に対して、生徒1人又は生徒2人をベースとした個別指導がメインで行われている。指導するのは主にアルバイト生で、各教室に1人の正社員が教室長として配置されている。
3校舎では、自立型個別指導「G-PAPILS」としてAIを利用した指導が行われている。各教室に1人の正社員が教室長として配置されている。
他には、高校生を対象とした「atama+」と呼ばれるシステムがある。